# Jesperi Kotkaniemi
Jesperi Kotkaniemi, född 6 juli 2000, är en finländsk professionell ishockeyforward som spelar för Carolina Hurricanes i National Hockey League (NHL). Han har tidigare spelat för Montreal Canadiens i NHL; Ässät i Liiga och Rocket de Laval i American Hockey League (AHL).
Kotkaniemi draftades av Montreal Canadiens i första rundan i 2018 års draft som tredje spelaren totalt.

## Statistik
| 2017–2018    | Ässät               | Liiga        | 57  | 10 | 19 | 29  | 20  | 7  | 0  | 1 | 1  | 6  |
| 2018–2019    | Montreal Canadiens  | NHL          | 79  | 11 | 23 | 34  | 26  | —  | —  | — | —  | —  |
| 2019–2020    | Montreal Canadiens  | NHL          | 36  | 6  | 2  | 8   | 23  | 10 | 4  | 0 | 4  | 23 |
|              | Rocket de Laval     | AHL          | 13  | 1  | 12 | 13  | 16  | —  | —  | — | —  | —  |
| 2020–2021    | Montreal Canadiens  | NHL          | 56  | 5  | 15 | 20  | 12  | 19 | 5  | 3 | 8  | 14 |
|              | Ässät               | Liiga        | 10  | 2  | 6  | 8   | 8   | —  | —  | — | —  | —  |
| 2021–2022    | Carolina Hurricanes | NHL          | 66  | 12 | 17 | 29  | 37  | 14 | 0  | 2 | 2  | 2  |
| 2022–2023    | Carolina Hurricanes | NHL          | 82  | 18 | 25 | 43  | 50  | 15 | 3  | 4 | 7  | 8  |
| NHL totalt   | NHL totalt          | NHL totalt   | 319 | 52 | 82 | 134 | 148 | 58 | 12 | 9 | 21 | 47 |
| Liiga totalt | Liiga totalt        | Liiga totalt | 67  | 12 | 25 | 37  | 28  | 7  | 0  | 1 | 1  | 6  |

### Internationellt
| Källa: Uppdaterad: 2018-10-04 | Källa: Uppdaterad: 2018-10-04 | Källa: Uppdaterad: 2018-10-04 |         | Utv = Utvisningsminuter | Utv = Utvisningsminuter | Utv = Utvisningsminuter | Utv = Utvisningsminuter | Utv = Utvisningsminuter |
| År                            | Lag                           | Mästerskap                    | Matcher | Mål                     | Assists                 | Poäng                   | Utv                     |                         |
| ----------------------------- | ----------------------------- | ----------------------------- | ------- | ----------------------- | ----------------------- | ----------------------- | ----------------------- | ----------------------- |
| 2017                          | Finland                       | U18-VM                        | 7       | 1                       | 5                       | 6                       | 0                       |                         |
| 2017                          | Finland                       | Ivan Hlinka                   | 4       | 2                       | 2                       | 4                       | 6                       |                         |
| 2018                          | Finland                       | U18-VM                        | 7       | 3                       | 6                       | 9                       | 37                      |                         |
| Junior totalt                 | Junior totalt                 | Junior totalt                 | 18      | 6                       | 13                      | 19                      | 43                      |                         |